# Confraternita studentesca

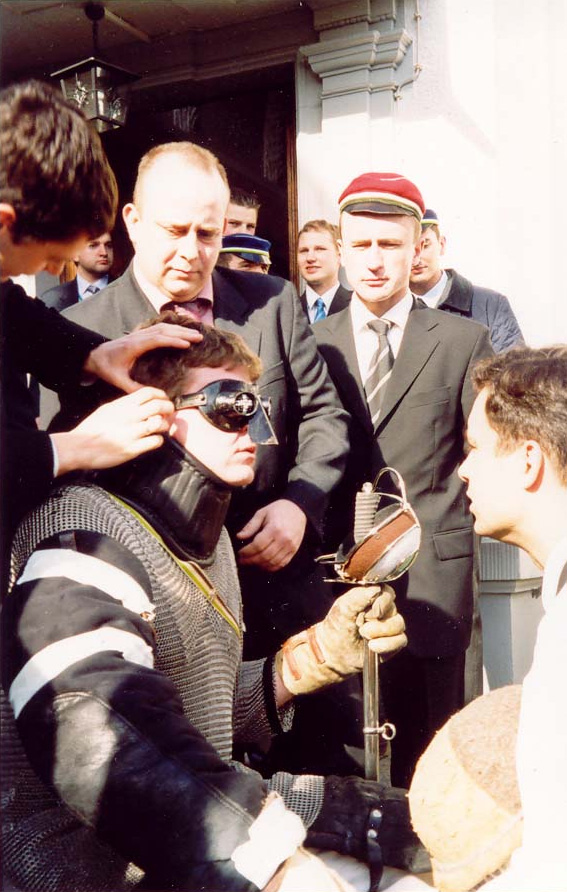
Preparativi per partecipazione alla Mensur di un membro di una confraternita polacca (Korporacja Akademicka Sarmatia) contro una tedesca (Friburgo in Brisgovia, 2004)

Una confraternita studentesca è un'associazione di studenti ed ex studenti di una stessa università, college o scuola superiore. Sono molto diffuse negli Stati Uniti e in alcuni paesi europei, come Germania e Austria.
Un tempo diffuse in modo ubiquo, traggono origine nell'Università medievale, come iniziative di solidarietà (le nationes), in risposta al disagio sociale legato alla mobilità studentesca.

## Storia
Le confraternite nascono in Europa nell'università medievale, nel clima culturale del XII secolo, assumendo poi il nome di nationes nel XIII secolo. Nascevano da esigenze di solidarietà tra studenti "fuori sede".
Le confraternite si sviluppano anche negli Stati Uniti d'America, dove subiscono però una diversa evoluzione rispetto a quelle europee.

## Differenze tra confraternite europee e americane

### Confraternite europee
In talune delle confraternite europee è ancora in uso la cosiddetta Mensur, un duello schermistico tradizionale, cruento ma senza conseguenze letali. Ogni aspirante deve battersi due volte al fine di provare il suo coraggio. Le confraternite europee sono finanziate dagli Altherren (Vecchi Signori), ex studenti (che fanno tuttora parte della confraternita studentesca).

### Confraternite americane
Negli Stati Uniti le confraternite sono finanziate dagli studenti associati. A differenza dei colleghi europei, che dispongono di divisa da parata e cappello, i confratelli statunitensi portano solo un nastro con i colori dell'associazione.

## Sistema gerarchico

### Paesi di lingua tedesca
Il sistema gerarchico nelle confraternite studentesche dei paesi tedeschi (Studentenverbindungen) è più rigido e formale rispetto a quello americano:
- Senior (X): rappresenta la confraternita all'esterno.
- Consenior (XX): amministra tutto ciò che ha a che fare con la Mensur.
- Tesoriere (XXX): amministra i beni della confraternita.
- Fux Major (FM): sebbene non sia un ruolo ufficiale è molto diffuso; è il responsabile dei nuovi membri.
- Fux: I nuovi membri vengono definiti con Fux, sono nella confraternita ma devono ancora battersi nella Mensur.
- Alte Herren (Vecchi Signori): tutti gli ex studenti, con la fine dello studio si diventa automaticamente un "vecchio".
- Activitas: vengono definiti così tutti gli studenti che non entrano nelle sopracitate categorie.